# Nava de Béjar
Nava de Béjar – gmina w Hiszpanii, w prowincji Salamanka, w Kastylii i León, o powierzchni 11,73 km². W 2011 roku gmina liczyła 110 mieszkańców.